# Voiture d'état-major
Ne doit pas être confondu avec véhicule de commandement.

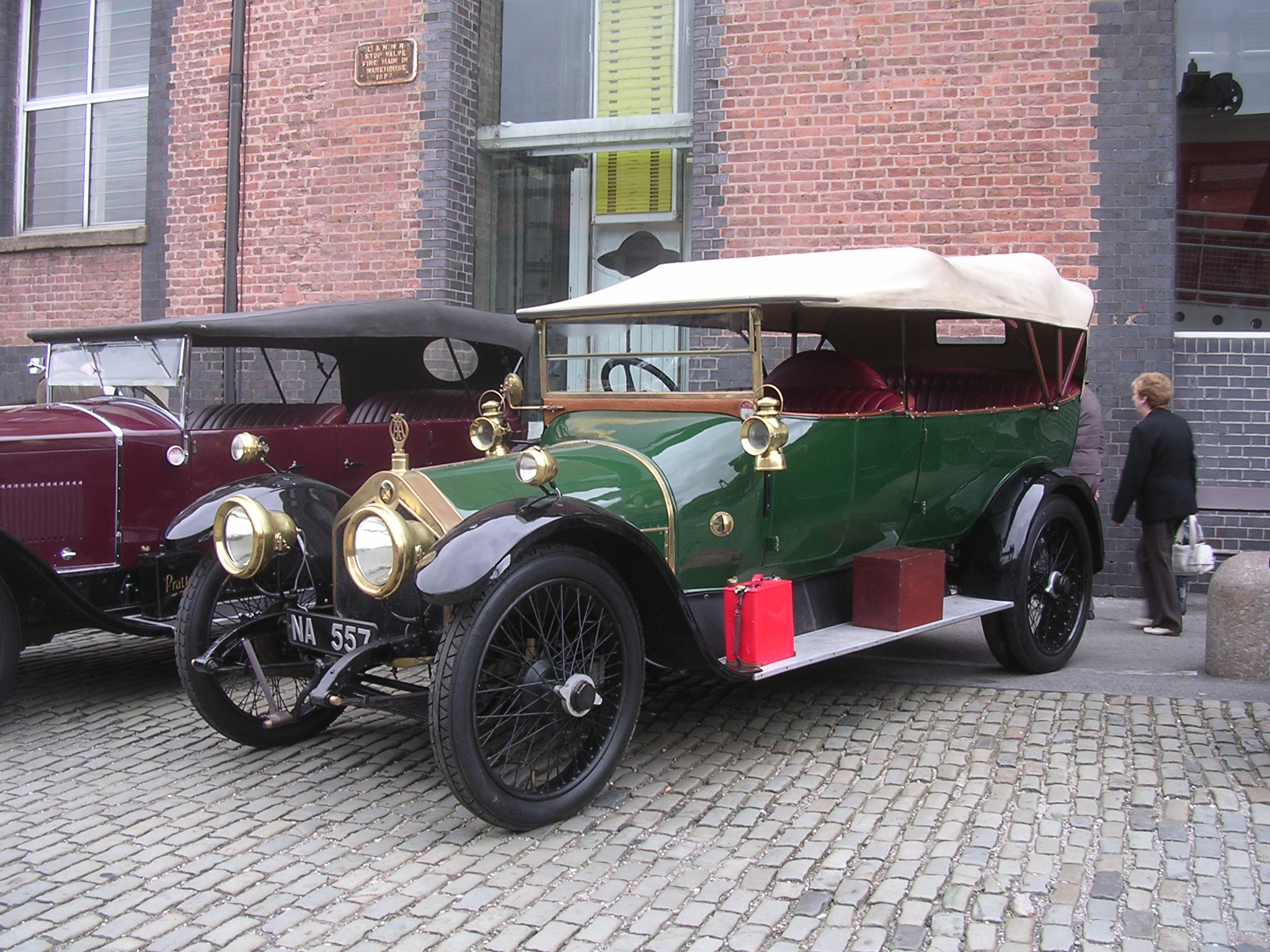
Crossley 20/25 du Royal Flying Corps.

Hitler saluant les troupes du haut de sa voiture personnelle, une Mercedes-Benz 770k.

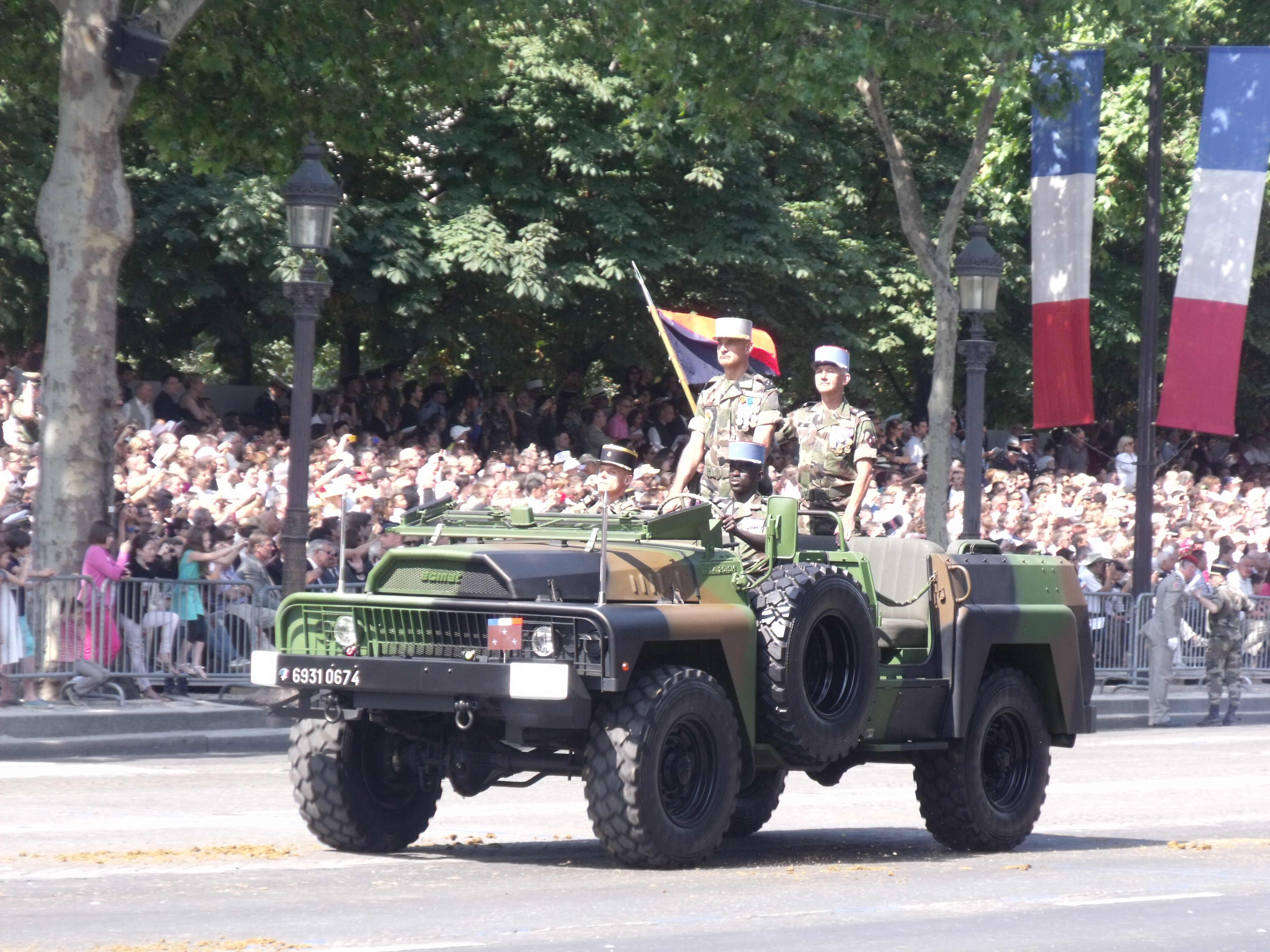
Le véhicule ACMAT VLRA de l'Armée française, à la Bastille le jour du défilé militaire le 14 juillet 2013.

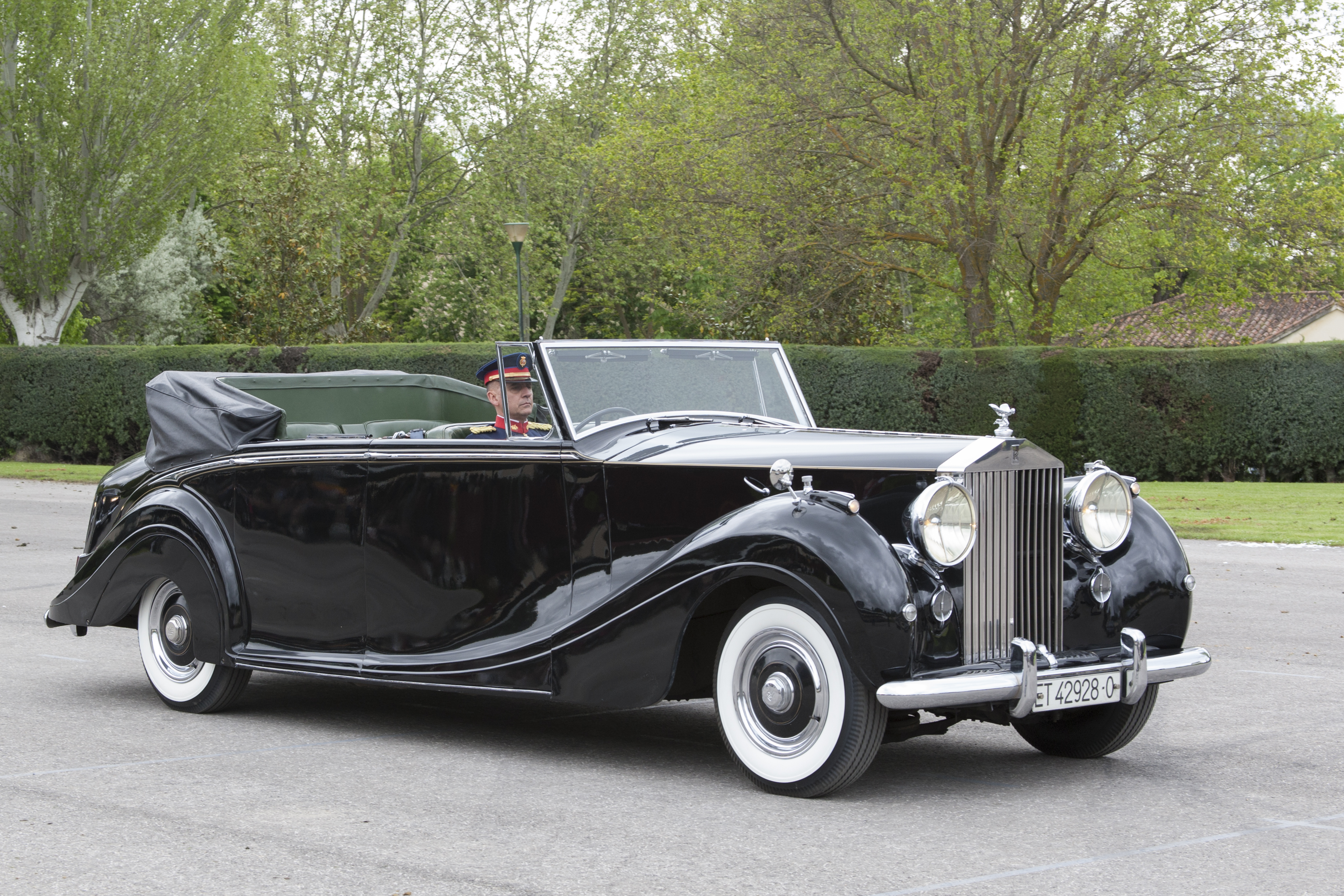
Rolls-Royce Phantom IV utilisée pour le roi d'Espagne (chef des forces armées espagnoles) lors du défilé militaire du 12 octobre, jour de la fête nationale espagnole.

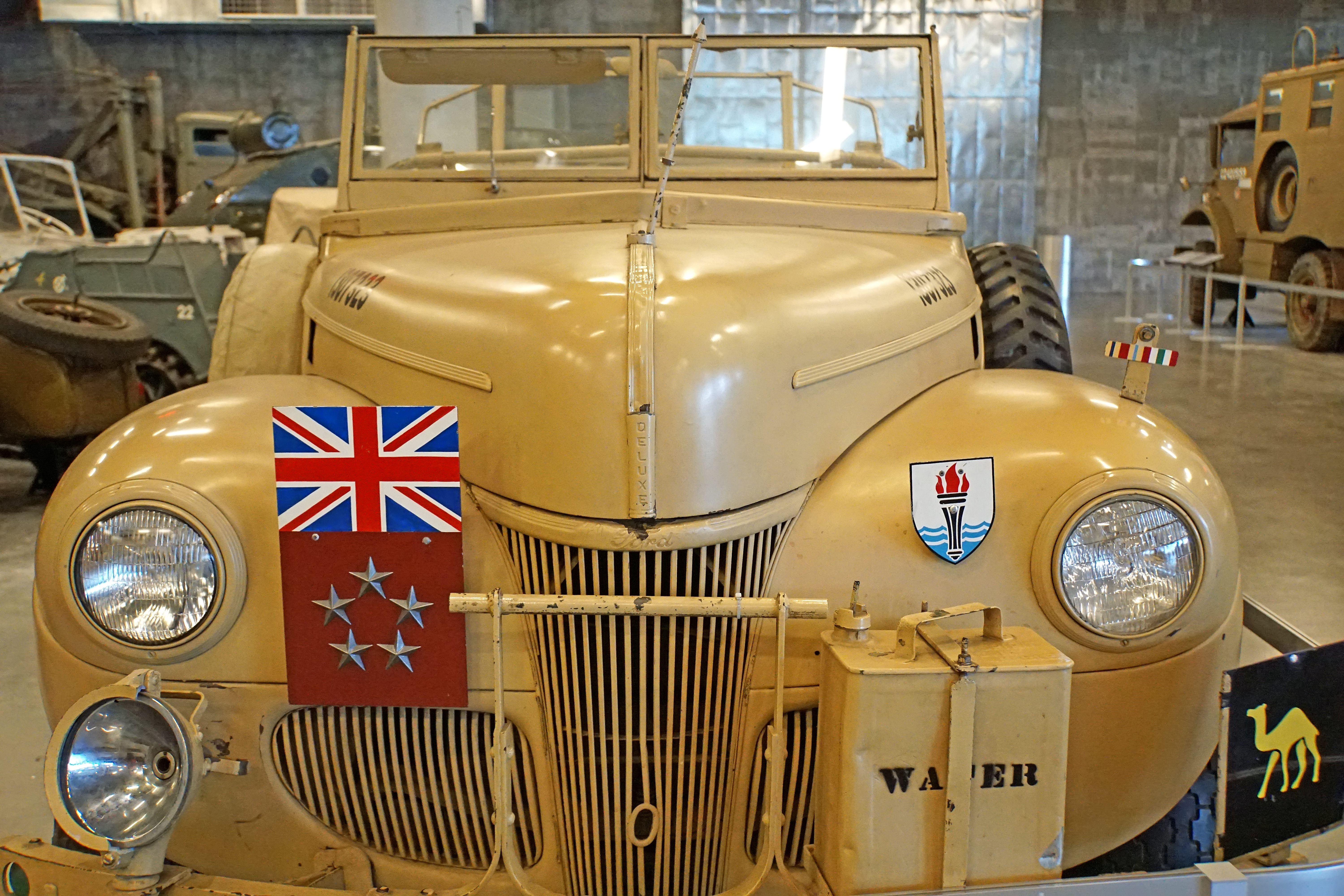
Voiture personnelle du field marshal Sir Harold Alexander en Afrique et en Italie. Cette Staff Car, fabriquée par Ford du Canada, a parcouru 290000 km et a subi des modifications sur le terrain et trois changements de moteur au cours de sa carrière.

Une Staff Car, ou voiture d'état-major, est un véhicule utilisé par un officier militaire, et fait partie du parc roulant non combattant de l'armée de son pays. Ce parc comprend des camions, des bus, des tout-terrains, des berlines et autres. Le terme est le plus souvent utilisé en relation avec le Royaume-Uni, où cet ensemble de véhicules est repris sous le terme "white fleet" (flotte blanche), où ces voitures ont d'abord été utilisées en quantité au cours de la Première Guerre mondiale, les exemples les plus courants étant les Vauxhall D-type et Crossley 20/25.

## Description
Les voitures d'état-major sont, le plus souvent, peintes en couleurs de camouflage, ou en noir uni. Aux États-Unis, au Brésil et d'autres pays d'Amérique, la couleur la plus fréquente est la teinte olive matte.
Un exemple de 1941 est la Buick Century Series 60, utilisée pendant la Seconde Guerre mondiale. Elle est généralement peinte en kaki, avec une étoile blanche sur les portes avant. Un exemple célèbre est la voiture d'état-major Packard Clipper de 1942 du Général Dwight D. Eisenhower, commandant en chef des Forces Alliées pendant la Seconde Guerre mondiale. Un autre véhicule d'état-major bien connu est la Plymouth P11 de 1941.
Au cours de la Seconde Guerre mondiale, les Allemands de la Wehrmacht (forces armées) ont également utilisé des voitures d'état-major, à des fins diverses. Il y avait des modèles militaires avec mitrailleuse, comme la Horch 108, et des versions civiles converties pour les officiers de haut rang comme la Horch 853. Mercedes-Benz a également produit des véhicules que la Wehrmacht convertit pour être utilisés comme voitures d'état-major.